# Georg von Below
Georg Anton Hugo von Below (ur. 19 stycznia 1858 w Gumbinnen, zm. 20 października 1927 w Badenweiler) – niemiecki historyk prawa i gospodarki.

## Życiorys
Pochodził ze starej oficerskiej i urzędniczej ewangelickiej rodziny von Below. Jego ojcem był Friedrich Karl Bogislaw von Below (1825–1875), oficer i właściciel dóbr w okolicach Gusiewa, a matką Maria Elisabeth von Goltz (1835–1905). W latach 1869–1878 uczęszczał do gimnazjum humanistycznego w Gusiewie. Od 1878 do 1883 r. studiował historię, filozofię i germanistykę na uniwersytetach w Królewcu (1878 i 1879), Bonn (1879 i 1880 oraz 1881–1883) i Berlinie (1880). Jego nauczycielami historii byli, między innymi, Wilhelm Maurenbrecher, Moriz Ritter, Karl Menzel, Karl Lamprecht i Heinrich von Treitschke, a historii prawa Roderich von Stintzing i Heinrich Brunner. Doktorem filozofii został w 1883, broniąc pracę Die Entstehung des ausschließlichen Wahlrechts der Domkapitel u Moriza Rittera. W 1884 r., jako pracownik naukowy Uniwersytetu w Bonn, zajmował się wydaniem dokumentów księstwa Jülich-Berg, a w 1885 r. pracował w archiwum miejskim w Düsseldorfie. W 1886 r. habilitował się z historii w Marburgu pracą Das bergische Rechtsbuch und die landständische Verfassung in Berg zur Zeit der Abfassung derselben, której promotorami byli Conrad Varrentrapp i Max Lenz. W latach 1886–1888 pracował w Marburgu jako Privatdozent. Po ponownej habilitacji w Królewcu w 1888 r. został tam od 1889 r. profesorem nadzwyczajnym, a w 1891 r. profesorem zwyczajnym historii średniowiecznej i nowożytnej w Münsterze. W 1897 r. został profesorem w Marburgu, w 1901 r. w Tybindze i we Fryburgu, gdzie wykładał do emerytury w 1924 r.
W 1903 r. otrzymał honorowe członkostwa Tübinger Wingolf i w 1911 r. przyczynił się do powstania Freiburger Wingolf. Od 1903 r. był członkiem komisji historycznej Bawarskiej Akademii Nauk, od 1909 r. Akademii Nauk w Heidelbergu, od 1916 Wiener Akademie der Wissenschaften (obecnie Austriacka Akademia Nauk) i od 1924 r. Berlińsko-Brandenburskiej Akademia Nauk. W 1917 r. otrzymał tytuł doktora honoris causa teologii na Uniwersytecie w Erlangen.

## Znaczenie
Georg von Below był jednym z najbardziej wybitnych i najbardziej zadziornych konserwatywnych przedstawicieli historiografii niemieckiej pod koniec Cesarstwa Niemieckiego i Republiki Weimarskiej. Odegrał ważną rolę przede wszystkim w debacie o kulturoznawcze poglądy Karla Lamprechta. Był konkretny w podejściu do tematu, niekiedy subiektywny w ocenie, przeważnie polemiczny w tonie, ale zawsze dążył do precyzji pojęć i jasności metodologii w zakresie badania historii prawa i gospodarki. Protestował przeciw pracom naukowym, które według niego były fałszywe lub zagmatwane w założeniach rzeczowych lub metodologicznych. Jego przekonanie, że mocne narodowe państwo jest pożądanym celem historii, ponieważ jedynie ono może zapewnić „dobrobyt swoim poddanym”, doprowadziło go do napisania pierwszej części jego standardowego dzieła Der deutsche Staat des Mittelalters (Państwo niemieckie w średniowieczu). Praca ta była rozrachunkiem z odmiennymi poglądami m.in. Ottona von Gierke i omawia w niej polityczny porządek w średniowieczu, publiczny i prawny charakter państwa. Druga część się nie ukazała.
Jego prace naukowe obejmują trzy zazębiające się dziedziny: badanie historyczne prawa i konstytucji, historii społecznej i gospodarczej oraz ich metodologiczne historyczno-teoretyczne rozważanie.
Duży wpływ na jego niemiecko- pruskie i chrześcijańsko-konserwatywne poglądy wywarł historyk Heinrich von Treitschke, ekonomista Adolph Wagner i berliński nadworny pastor Adolf Stöcker. Ich wpływ ujawnił się w jego ostatnich latach życia, w historyczno-politycznych pismach o włoskiej polityce średniowiecznego Świętego Cesarstwa Rzymskiego Na podstawie swojego widzenia historii jako ostatni poważny historyk bronił w 1927 tezę Heinricha von Sybela, z której wynikało, że polityka średniowiecznych władców Włoch i cesarstwa była zgubna, ponieważ uniemożliwiła powstanie narodowego państwa niemieckiego.
Praca nad edycją dokumentów księstwa Jülich-Berg dostarczyła mu obszerne materiały. Na ich podstawie powstało pytanie dotyczące znaczenia prawa Świętego Cesarstwa Rzymskiego w początkach zwierzchnictwa nad księstwem (krajem, miastem) do ich terytorialno-państwowego rozwoju prawnego. Wydana praca w 1892 r. Ursprung der deutschen Stadtverfassung sprowokowała trwające długie lata spory na temat teorii gild, sądownictwa i przywilejów targowych przede wszystkim z Gustawem Schmollerem, Karlem Lamprechtem i Rudolphem Sohmem.
Był również autorytetem w badaniu średniowiecznej historii rolnictwa i gospodarki. Napisał na ten temat liczne artykuły, wydane w 1892 r. w Handwörterbuch der Staatswissenschaften i w 1898 r. w Wörterbuch der Volkswirtschaft. Jego główna uwaga była skierowana na średniowieczne prawo agrarne, rozwój sektora miejskiego i polityki gospodarczej na początku współczesnego państwa.
Below udowodnił, że poddani w średniowieczu byli tylko w pewnych granicach pozbawieni praw i w związku z tym byli w stanie produkować na potrzeby rynku. Był krytyczny wobec wyników badań Wernera Sombarta, który napisał Moderner Kapitalismus (wyd. 1902) i pracy Karla Büchera Entstehung der Volkswirtschaft (wyd. 1918).
Below jako jeden z pierwszych historyków w Niemczech oprócz Karla Lamprechta uznawał historię społeczną i gospodarczą jako jedną gałąź historii kultury. Jednak w przeciwieństwie do Lamprechta nie chciał ją podporządkować lub przeciwstawić historii politycznej, ale widział ją jako część powszechnej historii. To podejście doprowadziło do intensywnej dyskusji z Maxem Weberem, współzałożycielem niemieckiej socjologii, którego bardzo cenił. Wynikiem tych dyskusji było odrzucenie przez Belowa socjologii jako odrębnej dyscypliny naukowej. Jego krytyka socjologii poszła tak daleko, że zniesławił próbę utworzenia katedry socjologii w 1918 r. we Fryburgu jako krok do wprowadzenia socjalizmu. Wywołało to ostry spór z Ferdinandem Tönniesem i Leopoldem von Wiese.
Below był też czynnym politykiem o czym świadczy założenie przez niego lokalnego oddziału Freikonservative Reichspartei w 1907 r. we Fryburgu, wspólnie z Houstonem Stewartem Chamberlainem w 1917 r. założył czasopismo Deutschlands Erneuerung i z Othmarem Spannem serię pism Herdflamme.

## Rodzina
W 1889 r. ożenił się z córką kupca z Elberfeld (obecnie Wuppertal) Minnie Wiebel (1865–1937). Ich dzieci to: Gerd Karl Ferdiand (1893–1945, doktor filozofii, jako pułkownik zmarł w rosyjskim obozie dla jeńców w Czerepowcu), Ernst Siegfried Waldemar (1896–1915, poległ jako porucznik w pobliżu Neuve-Chapelle), Werner Bernhard Friedrich (1899–1918, poległ jako porucznik w okolicach Dormans), Herta Emmy Adelheid (1891–?, wyszła za mąż za doktora prawa Alfreda Schmidta).

## Pisma (wybór)
- Der Ursprung der deutschen Stadtverfassung (1892)
- Das ältere deutsche Städtewesen (1898)
- Die Ursachen der Rezeption des Römischen Rechts in Deutschland, Monachium 1905
- Der deutsche Staat des Mittelalters (1914)
- Deutsche Geschichtsschreibung des 19. Jahrhunderts (1916)
- Die Ursachen der Reformation, Fryburg 1916
- Probleme der Wirtschaftsgeschichte (1920)
- Soziologie als Lehrfach, Monachium 1920
- Territorium und Stadt (2. wesentlich veränderte Aufl. 1923)
- Zum Streit um das Wesen der Soziologie, W: Jahrbuch für National-Ökonomie 124. Bd. (1926)
- Die italienische Kaiserpolitik des deutschen Mittelalters (1927)